# 市道116號
市道116號（迴龍－板橋），西北起桃園市龜山區迴龍，東南至新北市板橋區湳雅，全長共計5.357公里（公路總局資料）。本路線興建之初，即定位為新北市板橋區通往台1線的快速聯絡通道。

## 行經行政區域
| 桃園市        | 龜山區                   | 迴龍           | 0.000 | 台1線／台1甲線 | 公路起點            |
| 0.089         |                          |                |       |                |                     |
| 新北市        | 樹林區                   | 三角埔         | －    | 北73線         | 北73線起點          |
| 新北市        | 樹林區                   | 三角埔         | －    | 北74線         | 北74線起點          |
| 新北市        | 樹林區                   | 獇子寮         | －    | （地區道路）   |                     |
| 新北市        | 樹林區                   | －             |       |                |                     |
| 新北市        | 樹林區                   | 潭底           | －    | （地區道路）   |                     |
| 新北市        | 樹林區                   | 圳岸腳         | －    | （地區道路）   |                     |
| 新北市        | － 跨越縱貫線、市道107號 |                |       |                |                     |
| 新北市        | 新莊區                   | 沒有主要交會點 |       |                |                     |
| 新北市        | 樹林區                   | 圳岸腳         | －    | 市道107號      | 僅設西出東入        |
| 新北市        | 板橋區                   | 沙崙           | －    | 市道114號      | 與市道114號共線起點 |
| 新北市        | 板橋區                   | －             |       |                |                     |
| 新北市        | 板橋區                   | 二抱竹         | －    | 市道114號      | 與市道114號共線終點 |
| 新北市        | 板橋區                   | 板橋二交流道   | －    | 台65線         |                     |
| 新北市        | 板橋區                   | －             |       |                |                     |
| 新北市        | 板橋區                   | 湳雅           | 5.357 | 台3線          | 公路終點            |
| 共線 半套匝道 |                          |                |       |                |                     |

## 沿線路名
- 中正路
- 四川路二段

## 沿線設施與景點
- 樹林工業區
- 樹林國民運動中心
- 新北市立溪崑國民中學
- 土城機廠（ 板南線）
- 板橋二交流道（台65線）
- 經濟部水利署第十河川分署